# Новокривотульська сільська рада
| Новокривотульська сільська рада — орган місцевого самоврядування у Тисменицькому районі Івано-Франківської області з адміністративним центром у с. Нові Кривотули. Водоймища на території, підпорядкованій даній раді: річка Опришина. Сільській раді підпорядковані населені пункти: - с. Нові Кривотули — площа: 8,15 км²; населення: 1008 ос. - с. Терновиця — площа: 6,86 км²; населення: 366 ос. |

## Склад ради
Рада складається з 16 депутатів та голови.

### Керівний склад ради
| ПІБ                           | Основні відомості                                                           | Дата обрання | Дата звільнення |
| ----------------------------- | --------------------------------------------------------------------------- | ------------ | --------------- |
| Брезіцький Михайло Мар'янович | Сільський голова, 1957 року народження, освіта, член Народного Руху України | 26.03.2006   | 31.10.2010      |

Примітка: таблиця складена за даними джерела